# Số điện thoại ở Ả Rập Xê Út
Số điện thoại ở Ả Rập Xê Út có 7 chữ số, 5 chữ số (00966) cho mã vùng (từ 011 đến 017 trừ 05X có mã được giới hạn ở số di động).

## Kế hoạch đánh số
Mã gọi quốc gia của đất nước là +966. Kế hoạch đánh số của Ả Rập Xê Út là như sau:
- 011 XXX XXXX - Riyadh và khu vực trung tâm lớn hơn
- 012 XXX XXXX - Khu vực phương Tây, bao gồm Makkah, Jeddah, Taif, Rabigh
- 013 XXX XXXX - Tỉnh miền Đông, bao gồm, Dammam, Khobar, Qatif, Jubail, Dhahran, Hafar Al-Batin và những người khác
- 014 XXX XXXX - Al-Madinah, Tabuk, Al-Jawf, Yanbu, Turaif, Skaka và Vùng biên giới phía Bắc
- 016 XXX XXXX - Al-Qassim, Buraidah, Majma & Mưa đá
- 017 XXX XXXX - Các khu vực phía Nam như Asir, Al-Baha, Jizan, Najran & Khamis Mushait
- 0811 1XX XXXX - GO (du mục)
- 050/053/055 XXX XXXX - Công ty Viễn thông Xê Út
- 051 XXX XXXX - Bravo Telecom (Motorola nói chuyện trực tiếp)
- 058/059 XXX XXXX - Nhóm Zain
- 054/056 XXX XXXX - Di động
- 0570/0571/0572 XX XXXX Virgin Mobile
- 0576/0577/0578 XX XXXX Lebara Di động

Mặc dù nếu bạn chuyển đổi giữa các nhà cung cấp, tiền tố số của bạn vẫn giữ nguyên. Ví dụ: nếu người dùng 0559565411 (STC) chuyển sang Zain (059), họ vẫn giữ số gốc (0559565411) mà không cần điều chỉnh.

## Dịch vụ Internet
- 36009213914195 - Dịch vụ Internet - Quay số
- 366 XXXX - Dịch vụ Internet - Quay số
- 08 111 XXXXXX - Số điện thoại của Atheeb GO Telecom

## Truy cập miễn phí và phổ cập
- 800XXX XXXX - Miễn phí
- 9200 XXXXX - Số truy cập toàn cầu

## Dịch vụ và cấp cứu
- 959 - Trung tâm dịch vụ khách hàng di động (Zain)
- 600 - Trung tâm dịch vụ khách hàng di động (Bravo Telecom)
- 1100 - Trung tâm dịch vụ khách hàng di động (Mobily)
- 1789 - Trung tâm dịch vụ khách hàng di động (Virgin Mobile)
- 1755 - Trung tâm dịch vụ khách hàng di động (Lebara Mobile)
- 900 - Trung tâm dịch vụ khách hàng qua điện thoại (STC) (Chúng được tách ra trước đó, 907 cho điện thoại cố định, 902 cho thiết bị di động, nhưng kể từ tháng 9 năm 2015, chúng được hợp nhất)
- 933 - Dịch vụ khách hàng của Xê Út Electrical
- 937 - Bộ Y tế Xê Út
- 939 - Dịch vụ cấp thoát nước của Xê Út (Khu vực phía Đông)
- 940 - Dịch vụ thành phố Xê Út
- 966 - Thảm họa thiên nhiên Xê Út
- 985 - Tổng thống Tình báo Ả Rập Xê Út
- 989 - Công an Xê Út
- 990 - Dịch vụ điện thoại của Xê Út về các vấn đề an ninh
- 992 - Hộ chiếu Ả Rập
- 993 - Lực lượng cảnh sát giao thông Xê Út
- 994 - Trạm kiểm soát biên giới Xê Út
- 995 - Ả Rập chống ma túy
- 996 - Lực lượng cảnh sát giao thông đường cao tốc Xê Út
- 997 - Lưỡi liềm đỏ Xê Út
- 998 - Dân phòng Xê Út
- 999 - Lực lượng cảnh sát Xê Út
- 911 - Số khẩn cấp thống nhất của Xê Út (Đang thử nghiệm từ tháng 7 năm 2016 tại Vùng Makkah)